# Eschata rococo
Eschata rococo là một loài bướm đêm trong họ Crambidae.